# Shibuya, Tokyo
Shibuya (渋谷区 (Sáp Cốc khu) Shibuya-ku) là một trong 23 khu đặc biệt của Tokyo, Nhật Bản.
Shibuya thường được biết đến qua khu thương mại sầm uất chung quanh Nhà ga Shibuya. Đây là một điểm giao thông tấp nập bậc nhất ở Tokyo. Các cửa hiệu ở Shibuya thiên về thời trang giới trẻ nên nghiễm nhiên khu vực này có tiếng là nơi tụ tập đông đảo các dịch vụ may mặc thời trang như thương xá Shibuya 109.

## Lịch sử

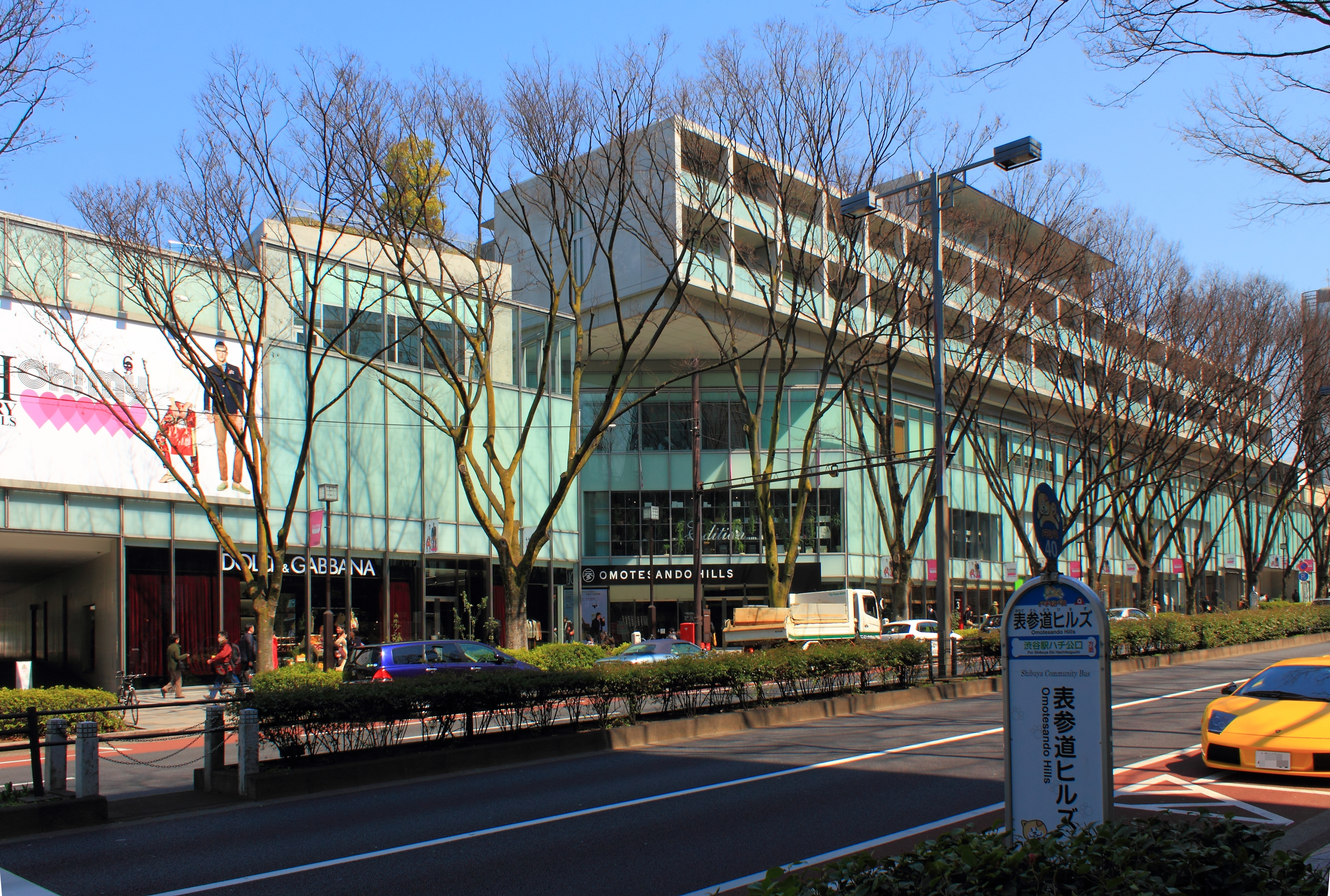
Phố Omotesando

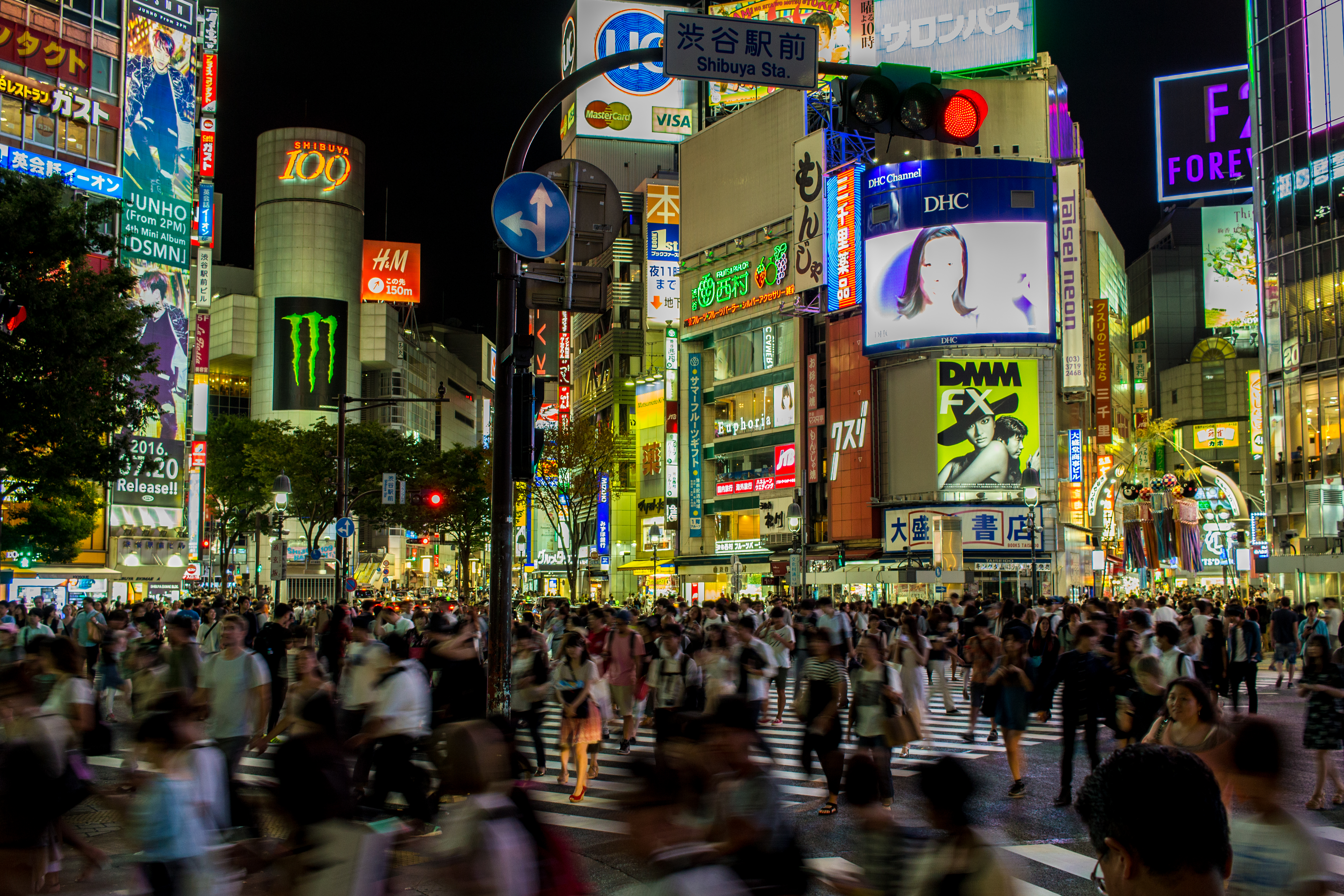
Khu mua bán vào lúc đêm

Khi khai thông tuyến xe lửa Yamanote năm 1885 với ga dừng ở Shibuya, thì khu vực này nhanh chóng phát triển thành trọng tâm cho cả vùng Tây Nam Tokyo. Shibuya biến thành trung tâm thương mại và giải trí lớn. Năm 1889 Shibuya chính thức lập khu hành chính ở đơn vị làng, rồi nâng lên thành thị trấn năm 1909. Năm 1932 nhà chức trách Tokyo sáp nhập Shibuya thành một quận của thủ đô Nhật Bản. Quận Shibuya với địa giới như ngày nay có mặt kể từ ngày 15 tháng 3 năm 1947.
Một trong những giai thoại nổi tiếng nhất của Nhật Bản là câu chuyện về chú chó Hachikō. Chủ của Hachikō thường ngày ra ga Shibuya đón tàu đi làm, đến chiều thì con chó ra đón chủ ở ga. Sau khi ông chủ mất vì đau tim khi đi làm, Hachiko vẫn ngày ngày hai buổi ra ga đợi ông chủ của mình suốt từ năm 1923 đến 1935. Dân chúng Nhật Bản cảm động trước lòng trung thành của chú chó nên sau khi Hachiko chết, người dân địa phương đã cho đúc pho tượng đồng chân dung Hachiko và dựng ngay ở cửa ga Shibuya, ai đi qua cũng ghé xem như một thắng tích.
Phía bắc Shibuya là Công viên Yoyogi nơi tổ chức Thế vận hội Mùa hè 1964.
Kể từ cuối thập niên 1990, Shibuya còn được biết đến là trung tâm của ngành công nghệ thông tin Nhật Bản.